# Lista de álbuns número um na UK R&B Chart em 2013
Os álbuns número um na UK R&B Albums Chart em 2013 são divulgados através da tabela musical que classifica o desempenho de discos de género R&B no Reino Unido. É anunciada todos os domingos através da rádio BBC Radio 1, os dados são recolhidos pela The Official Charts Company, baseados nas vendas semanais físicas e digitais do género.

## Histórico
| Data              | Álbum                        | Artista(s)              | Melhor posição na UK Albums Chart | Referência(s) |
| ----------------- | ---------------------------- | ----------------------- | --------------------------------- | ------------- |
| 5 de Janeiro      | Unapologetic(1)              | Rihanna                 | 1                                 | [ 1 ]         |
| 12 de Janeiro     | Unapologetic(1)              | Rihanna                 | 1                                 | [ 2 ]         |
| 19 de Janeiro     | Unapologetic(1)              | Rihanna                 | 1                                 | [ 3 ]         |
| 26 de Janeiro     | Long. Live. ASAP(1)          | ASAP Rocky              | 7                                 | [ 4 ]         |
| 2 de Fevereiro    | Unapologetic(1)              | Rihanna                 | 1                                 | [ 5 ]         |
| 9 de Fevereiro    | Unapologetic(1)              | Rihanna                 | 1                                 | [ 6 ]         |
| 16 de Fevereiro   | Unapologetic(1)              | Rihanna                 | 1                                 | [ 7 ]         |
| 23 de Fevereiro   | Unapologetic(1)              | Rihanna                 | 1                                 | [ 8 ]         |
| 2 de Março        | Channel Orange               | Frank Ocean             | 2                                 | [ 9 ]         |
| 9 de Março        | Channel Orange               | Frank Ocean             | 2                                 | [ 10 ]        |
| 16 de Março       | Sing to the Moon             | Laura Mvula             | 9                                 | [ 11 ]        |
| 23 de Março       | Sing to the Moon             | Laura Mvula             | 9                                 | [ 12 ]        |
| 30 de Março(2)    | The 20/20 Experience(1)      | Justin Timberlake       | 1                                 | [ 13 ]        |
| 6 de Abril(2)     | The 20/20 Experience(1)      | Justin Timberlake       | 1                                 | [ 14 ]        |
| 13 de Abril(2)    | The 20/20 Experience(1)      | Justin Timberlake       | 1                                 | [ 15 ]        |
| 20 de Abril       | The 20/20 Experience(1)      | Justin Timberlake       | 1                                 | [ 16 ]        |
| 27 de Abril       | The 20/20 Experience(1)      | Justin Timberlake       | 1                                 | [ 17 ]        |
| 4 de Maio         | #willpower                   | will.i.am               | 3                                 | [ 18 ]        |
| 11 de Maio        | #willpower                   | will.i.am               | 3                                 | [ 19 ]        |
| 18 de Maio        | The 20/20 Experience(1)      | Justin Timberlake       | 1                                 | [ 20 ]        |
| 25 de Maio        | The Heist                    | Macklemore & Ryan Lewis | 25                                | [ 21 ]        |
| 1 de Junho        | The Heist                    | Macklemore & Ryan Lewis | 25                                | [ 22 ]        |
| 8 de Junho        | The Heist                    | Macklemore & Ryan Lewis | 25                                | [ 23 ]        |
| 15 de Junho       | The Heist                    | Macklemore & Ryan Lewis | 25                                | [ 24 ]        |
| 22 de Junho       | Unapologetic(1)              | Rihanna                 | 1                                 | [ 25 ]        |
| 29 de Junho(2)    | Yeezus(1)                    | Kanye West              | 1                                 | [ 26 ]        |
| 6 de Julho        | Yeezus(1)                    | Kanye West              | 1                                 | [ 27 ]        |
| 13 de Julho       | Yeezus(1)                    | Kanye West              | 1                                 | [ 28 ]        |
| 20 de Julho(2)    | Magna Carta Holy Grail(1)    | Jay-Z                   | 1                                 | [ 29 ]        |
| 27 de Julho       | Magna Carta Holy Grail(1)    | Jay-Z                   | 1                                 | [ 30 ]        |
| 3 de Agosto       | Magna Carta Holy Grail(1)    | Jay-Z                   | 1                                 | [ 31 ]        |
| 10 de Agosto      | Magna Carta Holy Grail(1)    | Jay-Z                   | 1                                 | [ 32 ]        |
| 17 de Agosto      | Magna Carta Holy Grail(1)    | Jay-Z                   | 1                                 | [ 33 ]        |
| 24 de Agosto      | Magna Carta Holy Grail(1)    | Jay-Z                   | 1                                 | [ 34 ]        |
| 31 de Agosto      | Doris                        | Earl Sweatshirt         | 23                                | [ 35 ]        |
| 7 de Setembro     | Magna Carta Holy Grail(1)    | Jay-Z                   | 1                                 | [ 36 ]        |
| 14 de Setembro    | Roaring 20s                  | Rizzle Kicks            | 3                                 | [ 37 ]        |
| 21 de Setembro    | Kiss Land                    | The Weeknd              | 12                                | [ 38 ]        |
| 28 de Setembro    | The Heist                    | Macklemore & Ryan Lewis | 25                                | [ 39 ]        |
| 5 de Outubro      | Nothing Was the Same         | Drake                   | 2                                 | [ 40 ]        |
| 12 de Outubro     | The 20/20 Experience 2 of 2  | Justin Timberlake       | 2                                 | [ 41 ]        |
| 19 de Outubro     | Nothing Was the Same         | Drake                   | 2                                 | [ 42 ]        |
| 26 de Outubro     | Nothing Was the Same         | Drake                   | 2                                 | [ 43 ]        |
| 2 de Novembro     | Nothing Was the Same         | Drake                   | 2                                 | [ 44 ]        |
| 9 de Novembro     | Nothing Was the Same         | Drake                   | 2                                 | [ 45 ]        |
| 16 de Novembro(2) | The Marshall Mathers LP 2(1) | Eminem                  | 1                                 | [ 46 ]        |
| 23 de Novembro    | The Marshall Mathers LP 2(1) | Eminem                  | 1                                 | [ 47 ]        |
| 30 de Novembro    | The Marshall Mathers LP 2(1) | Eminem                  | 1                                 | [ 48 ]        |
| 7 de Dezembro     | The Marshall Mathers LP 2(1) | Eminem                  | 1                                 | [ 49 ]        |
| 14 de Dezembro    | The Marshall Mathers LP 2(1) | Eminem                  | 1                                 | [ 50 ]        |
| 21 de Dezembro    | The Marshall Mathers LP 2(1) | Eminem                  | 1                                 | [ 51 ]        |
| 28 de Dezembro    | Beyoncé                      | Beyoncé                 | 3                                 | [ 52 ]        |

Notas
- Nota 1:  O álbum também alcançou a primeira posição na UK Albums Chart.
- Nota 2:  O álbum ficou na primeira posição simultaneamente no UK Albums Chart.